# Comment réussir en amour sans se fatiguer
Pour plus de détails, voir Fiche technique et Distribution.
Comment réussir en amour sans se fatiguer (Don't Make Waves, littéralement « Ne fais pas de vagues ») est un film américain réalisé par Alexander Mackendrick et sorti en 1967.

## Synopsis
Carlo Cofield, un New-Yorkais quadragénaire en vacances sur la côte californienne, est malencontreusement assommé par une planche de surf. Ce qui lui vaudra d’être agréablement réanimé par la jeune et charmante Malibu qui va lui faire découvrir tous les plaisirs du paradis des surfeurs…

## Fiche technique
- Titre : Comment réussir en amour sans se fatiguer
- Titre original : Don't Make Waves
- Réalisation : Alexander Mackendrick
- Scénario : George Kirgo, Maurice Richlin, Terry Southern et Ira Wallach d’après son roman Muscle Beach (1959)
- Musique : Vic Mizzy
- Chanson : Don't Make Waves, paroles et musique de Roger McGuinn et Chris Hillman, est interprétée par The Byrds
- Direction de la photographie : Philip H. Lathrop
- Décors : Edward C. Carfagno, George W. Davis
- Costumes : Donfeld
- Montage : Rita Roland, Thomas Stanford
- Pays d'origine :  États-Unis
- Langue de tournage : anglais
- Tournage extérieur : Malibu (Californie), Myrtle Beach (Caroline du Sud)
- Producteurs : John Calley et Martin Ransohoff
- Société de production : Filmways Pictures
- Société de distribution : Metro-Goldwyn-Mayer
- Format : couleur par Metrocolor — 2.35:1 Panavision — son monophonique — 35 mm
- Genre : comédie
- Pays :  États-Unis
- Langue : anglais
- Durée : 97 minutes
- Date de sortie : 
  - États-Unis : 20 juin 1967

## Distribution
- Tony Curtis (VF : Hubert Noël) : Carlo Cofield
- Claudia Cardinale : Laura Califatti
- Sharon Tate : Malibu
- Robert Webber (VF : Gabriel Cattand) : Rod Prescott
- Joanna Barnes (VF : Joëlle Janin) : Diane Prescott
- Edgar Bergen (VF : René Fleur) : Madame Lavinia
- Jim Backus (VF : William Sabatier) : Lui-même
- Mort Sahl (VF : Jacques Balutin) : Sam Ligonberry
- Chester Yorton (VF : Jacques Richard) : Ted Gunter
- Dave Draper : Harry Hollard (Holland en VF)
- Marc London : Fred Barker
- Reg Lewis : le monstre